# ニコラ・ド・グリニー
ニコラ・ド・グリニー  （Nicolas de Grigny, 1672年生、受洗日9月8日  - 1703年11月30日）はフランス・バロック音楽の作曲家、オルガニスト。
ランスの音楽家一家に生まれる。ニコラ・ルベーグに作曲を学んだ後、パリ近郊のサン＝ドニ教会に1693年より奉職。1696年にランスに戻り、同地のノートルダム大聖堂のオルガニストを没年まで務めた。1695年に結婚し、1703年に急死するまでに7人の子をもうけている。
唯一の現存作品が、1699年の《オルガン曲集 第1巻Premier livre d’orgue 》で、これにはさまざまな典礼に利用されるオルガン曲が入っている。その内容は、ミサの伴奏に使われる組曲が1点と、5曲のグレゴリオ聖歌を定旋律とした対位法的な小品集となっている。バッハはこの曲集を高く評価して、筆写譜を作成したほどだった。おそらくバッハ自身の《クラヴィーア練習曲集 第3部》（いわゆる「ドイツ・オルガン・ミサ曲集」）にも何らかの影響を与えているものと看做されている。
グリニーの作品は、フランス・バロックのオルガン音楽の金字塔に位置している。音楽的な知識の広さや宗教的霊感の深みにおいて、グリニーと争うことができるのは、フランソワ・クープランかルイ・マルシャンの両者であろう。